# Переулок Заря (Владикавказ)

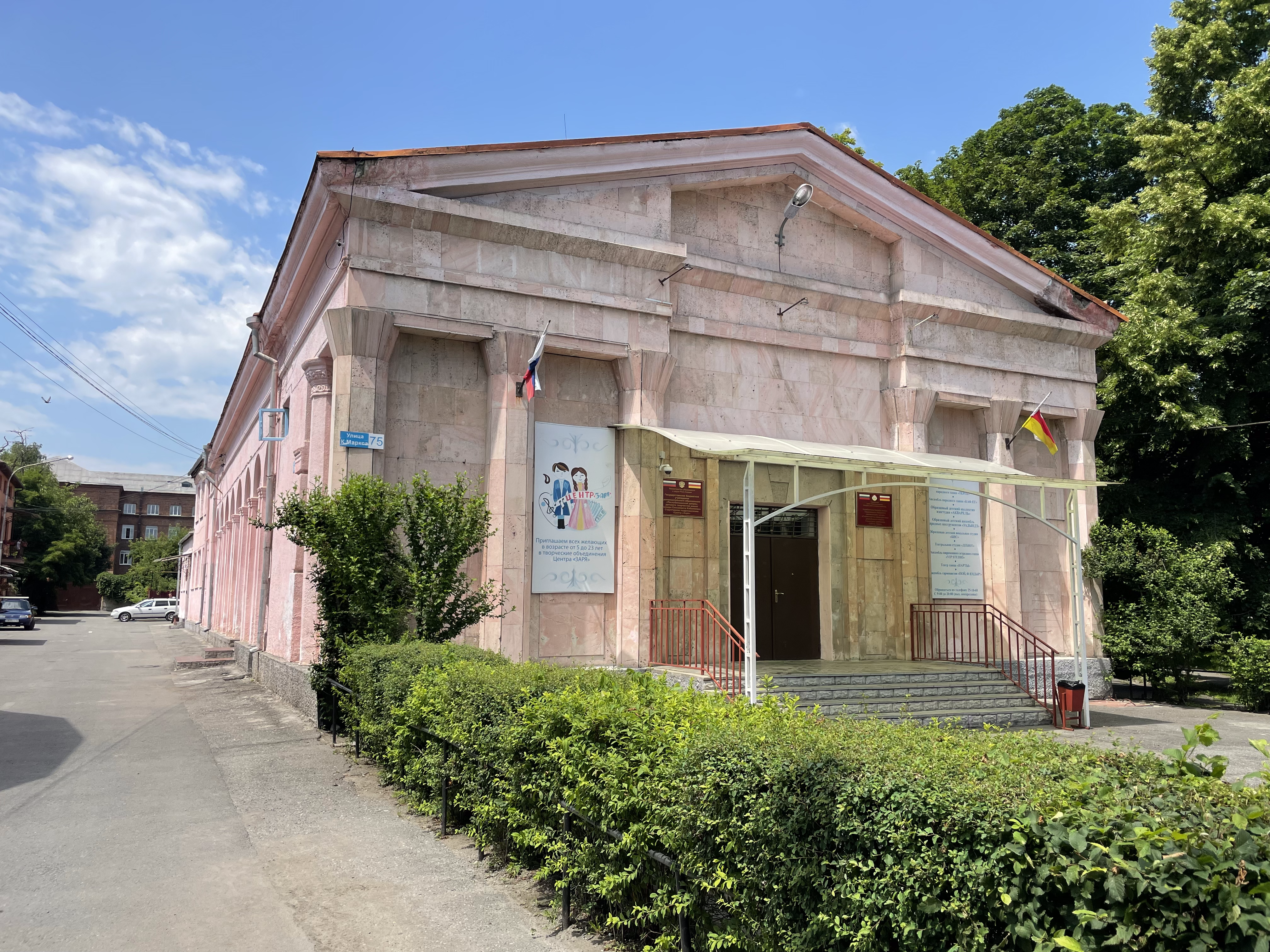
Бывший кинотеатр «Заря»

Переулок Заря — переулок (фактически тупик) в городе Владикавказ, Северная Осетия, Россия. Находится в Затеречном муниципальном округе с южной стороны площади Карла Маркса. Начинается от улицы Карла Маркса. Является одной из самых коротких улиц города.

## История
Переулок сформировался в первой половине XX века.
9 января 1958 года Орджоникидзевский горсовет присвоил проезду, проходящему между кварталами 38 и 39, наименование «Школьный тупик». 12 ноября 1959 года горсовет в связи с наличием во Владикавказе двух одноимённых Школьного переулка и Школьного тупика, переименовал Школьный тупик в «Переулок Заря» по названию располагавшегося рядом кинотеатра «Заря».

## Транспорт
Ближайшая остановка «Улица Барбашова» трамвайных маршрутов № 1, 2, 4, 5, 7, 8, 9, 10 находится на проспекте Коста.